# Molophilus sublyratus
Molophilus sublyratus là một loài ruồi trong họ Limoniidae. Chúng phân bố ở miền Australasia.